# John Toner (Physiker)
John Joseph Toner (* 12. Oktober 1955 in Mineola (New York))  ist ein US-amerikanischer Physiker und Hochschullehrer an der University of Oregon (theoretische Festkörperphysik).
Toner studierte Physik am Massachusetts Institute of Technology mit dem Bachelor-Abschluss 1977 und an der Harvard University mit dem Master-Abschluss 1979 und der Promotion 1981. Als  Post-Doktorand war er bis 1983 an der University of Chicago. Ab 1983 war er am Thomas J. Watson Research Center von IBM. 1985 war er Gastwissenschaftler an der Universität Domiaine in Bordeaux.  Seit 1995 forscht und lehrt er an der University of Oregon.
Er befasst sich mit Aktiver Materie, insbesondere Schwarmverhalten, Bose-Einstein-Kondensation im Nichtgleichgewicht, Flüssigkristalle, Supraleitungs-Gläser (ungeordnete Supraleiter und Transport in diesen), Suprasolidität, Hydrodynamik im Gleichgewicht und Nicht-Gleichgewicht.
Er stellte 1995 mit Yuhai Tu die nach ihnen benannte Toner-Tu-Gleichung für Schwarmverhalten auf (genauer für kollektives Verhalten sich selbst fortbewegender Objekte, die bei der Fortbewegung dem Verhalten der Nachbarn folgen). Dabei kombinierten sie Eigenschaften der Navier-Stokes-Gleichung der Hydrodynamik kompressibler Flüssigkeiten mit einfachen Spinmodellen von Ferromagneten und fanden einen durch starke Fluktuationen ausgelösten Zusammenbruch der linearisierten hydrodynamischen Gleichungen. Ihre Gleichung konnte dagegen die Skalierungsexponenten im Grenzfall langer Wellenlängen vorhersagen. Ein wesentlicher Punkt ist die Bewegung der einzelnen Objekte, würde man dagegen fordern, dass die Mitglieder eines Schwarms etwa von Menschen mit begrenzter Sicht in ihre Umgebung lediglich in eine Richtung zeigen,  kommt kein koordiniertes Verhalten zustande (in zwei Dimensionen nach dem Mermin-Wagner-Theorem). Die Toner-Tu-Gleichung ist zum Beispiel auf Schwärme von Vögeln und Fischen, Bakterien, molekularen Motoren in Zellen, Krebszellen und als Modelldemonstration Mengen kleiner sich in gleicher Richtung bewegender Plastikstäbchen auf einem vibrierenden Tisch anwendbar.
Neben dieser durch die Toner-Tu Gleichung beschriebenen Phase gibt es noch andere Phasen aktiver Materie, die Toner theoretisch untersucht (zum Beispiel eine Phase die Flüssigkristallschichten entspricht, smectic P). Im inkompressiblen Fall (konstante Dichte) entspricht das einem smektischen Flüssigkeitskristall im Gleichgewicht, die wiederum durch die KPZ-Gleichung beschreibbar sind (die meist zur Beschreibung von Grenzflächen angewandt wird). Außerdem befasste er sich mit der Reaktion von Schwärmen (Herden) auf äußere Einflüsse und auf ungeordneten Oberflächen und in ungeordneten Medien.
2020 erhielt er den Lars-Onsager-Preis mit Yuhai Tu und Tamás Vicsek.
2019/20 war er Gutzwiller Fellow am Max-Planck-Institut für Physik komplexer Systeme in Dresden.

## Schriften
- mit J. Toner: Long-Range Order in a Two-Dimensional Dynamical Model: How Birds Fly Together, Phys. Rev. Lett., Band 75, 1995, S. 4326
- mit Yuhai Tu: Flocks, herds, and schools: A quantitative theory of flocking, Phys. Rev. E, Band 58, 1998, S. 4828, Abstract und Online
- mit J. Toner, S. Ramaswamy: Hydrodynamics and phases of flocks, Annals of Physics, Band 318, 2005, S. 170–244

## Weblink
- Webseite an der University of Oregon